# Nesoptilotis
Nesoptilotis — рід горобцеподібних птахів родини медолюбових (Meliphagidae). Представники цього роду мешкають в Австралії і на Тасманії. Раніше їх відносили до роду Медник (Lichenostomus), однак за результатами молекулярно-генетичного дослідження, опублікованого в 2011 році, вони були переведені до відновленого роду Nesoptilotis.

## Види
Виділяють два види:
- Медник чорноволий (Nesoptilotis leucotis)
- Медник жовтогорлий (Nesoptilotis flavicollis)

## Етимологія
Наукова назва роду Nesoptilotis походить від сполучення слова дав.-гр. νησος — острів (= Тасманія) і наукової назви роду Ptilotis Swainson, 1837 (синонім роду Meliphaga).